# دو و میدانی در المپیک تابستانی ۱۹۵۲
دو و میدانی در بازی‌های المپیک تابستانی ۱۹۵۲ نام رویداد ورزش دو و میدانی در بازی‌های المپیک تابستانی بود که در سال ۱۹۵۲ برگزار شد.

## نتایج

### مردان
| رویداد              | طلا                                                                                  | طلا       | نقره                                                                             | نقره      | برنز                                                                             | برنز      |
| ۱۰۰ متر             | لیندی رمیجینو · ایالات متحده آمریکا                                                  | ۱۰٫۴      | هرب مک‌کنلی · جامائیکا                                                            | ۱۰٫۴      | مک‌دونالد بیلی · بریتانیای کبیر                                                   | ۱۰٫۴      |
| ۲۰۰ متر             | اندی استنفیلد · ایالات متحده آمریکا                                                  | ۲۰٫۷      | تین بیکر · ایالات متحده آمریکا                                                   | ۲۰٫۸      | جیمز گرترز · ایالات متحده آمریکا                                                 | ۲۰٫۸      |
| ۴۰۰ متر             | جورج رودن · جامائیکا                                                                 | ۴۵٫۹      | هرب مک‌کنلی · جامائیکا                                                            | ۴۵٫۹      | اولی متسون · ایالات متحده آمریکا                                                 | ۴۶٫۸      |
| ۸۰۰ متر             | مال ویتفیلد · ایالات متحده آمریکا                                                    | ۱:۴۹٫۲    | آرتور وینت · جامائیکا                                                            | ۱:۴۹٫۴    | هاینتس اولتسهایمر · آلمان                                                        | ۱:۴۹٫۷    |
| ۱۵۰۰ متر            | جسی بارتل · لوکزامبورگ                                                               | ۳:۴۵٫۲    | باب مک‌میلن · ایالات متحده آمریکا                                                 | ۳:۴۵٫۲    | ورنر لوئگ · آلمان                                                                | ۳:۴۵٫۴    |
| ۵۰۰۰ متر            | امیل زاتوپک · چکسلواکی                                                               | ۱۴:۰۶٫۶   | الن میمون · فرانسه                                                               | ۱۴:۰۷٫۴   | هربرت شاده · آلمان                                                               | ۱۴:۰۸٫۶   |
| ۱۰٬۰۰۰ متر          | امیل زاتوپک · چکسلواکی                                                               | ۲۹:۱۷٫۰   | الن میمون · فرانسه                                                               | ۲۹:۳۲٫۸   | الکساندر انوفریف · اتحاد شوروی                                                   | ۲۹:۴۸٫۲   |
| ۱۱۰ متر با مانع     | هریسون دیلرد · ایالات متحده آمریکا                                                   | ۱۳٫۷      | جک دیویس · ایالات متحده آمریکا                                                   | ۱۳٫۷      | آرتور بارنارد · ایالات متحده آمریکا                                              | ۱۴٫۱      |
| ۴۰۰ متر با مانع     | چارلز مور · ایالات متحده آمریکا                                                      | ۵۰٫۸      | یوری لیتویف · اتحاد شوروی                                                        | ۵۱٫۳      | جان هلند · نیوزیلند                                                              | ۵۲٫۲      |
| ۳٬۰۰۰ متر با مانع   | هوریس اشنفلتر · ایالات متحده آمریکا                                                  | ۸:۴۵٫۴    | ولادیمیر کزانتسف · اتحاد شوروی                                                   | ۸:۵۱٫۶    | جان دیسلی · بریتانیای کبیر                                                       | ۸:۵۱٫۸    |
| ۴×۱۰۰ متر امدادی    | ایالات متحده آمریکا (USA) · دین اسمیت · هریسون دیلرد · لیندی رمیجینو · اندی استنفیلد | ۴۰٫۱      | اتحاد شوروی (URS) · بوریس توکارف · لوان کالیایف · لوان سانادزه · ولادیمیر سوخارف | ۴۰٫۳      | مجارستان (HUN) · لاسلو زاراندی · گیزا واراسدی · گیورگی چانی · بلا گلدونیای       | ۴۰٫۵      |
| ۴×۴۰۰ متر امدادی    | جامائیکا (JAM) · آرتور وینت · لزلی لین · هرب مک‌کنلی · جورج رودن                      | ۳:۰۳٫۹    | ایالات متحده آمریکا (USA) · اولی متسون · جین کول · چارلز مور · مال ویتفیلد       | ۳:۰۴٫۰    | آلمان (GER) · گونتر اشتاینس · هانس گایستر · هاینتس اولتسهایمر · کارل-فریدریش هاس | ۳:۰۶٫۶    |
| ماراتن              | امیل زاتوپک · چکسلواکی                                                               | ۲:۲۳:۰۳   | رینالدو گورنو · آرژانتین                                                         | ۲:۲۵:۳۵   | گوستاف یانسن · سوئد                                                              | ۲:۲۶:۰۷   |
| ۱۰ کیلومتر پیاده‌روی | یون میکلسون · سوئد                                                                   | ۴۵:۰۲٫۸   | فریتس شواب · سوئیس                                                               | ۴۵:۴۱٫۰   | برونو جانک · اتحاد شوروی                                                         | ۴۵:۴۱٫۰   |
| ۵۰ کیلومتر پیاده‌روی | پینو دوردونی · ایتالیا                                                               | ۴:۲۸:۰۷٫۸ | یوزف دولژال · چکسلواکی                                                           | ۴:۳۰:۱۷٫۸ | انتال روکا · مجارستان                                                            | ۴:۳۱:۲۷٫۲ |
| پرش ارتفاع          | والت دیویس · ایالات متحده آمریکا                                                     | 2.04 m    | کن ویزنر · ایالات متحده آمریکا                                                   | 2.01 m    | خوزه دا چیسائو · برزیل                                                           | 1.98 m    |
| پرش با نیزه         | باب ریچاردز · ایالات متحده آمریکا                                                    | 4.55 m    | دان لاز · ایالات متحده آمریکا                                                    | 4.50 m    | راگنار لوندبرگ · سوئد                                                            | 4.40 m    |
| پرش طول             | جروم بیفل · ایالات متحده آمریکا                                                      | 7.57 m    | مردیت گوردین · ایالات متحده آمریکا                                               | 7.53 m    | اودون فلدسزی · مجارستان                                                          | 7.30 m    |
| پرش سه‌گام           | آدمار دا سیلوا · برزیل                                                               | 16.22 m   | لئونید چرباکوف · اتحاد شوروی                                                     | 15.98 m   | آسنولدو دیونیش · ونزوئلا                                                         | 15.52 m   |
| پرتاب وزنه          | پری اوبرایان · ایالات متحده آمریکا                                                   | 17.41 m   | درو هوپر · ایالات متحده آمریکا                                                   | 17.39 m   | جیم فوکس · ایالات متحده آمریکا                                                   | 17.06 m   |
| پرتاب دیسک          | سیم اینس · ایالات متحده آمریکا                                                       | 55.03 m   | آدولفو کونسولینی · ایتالیا                                                       | 53.78 m   | جیمی دایلیون · ایالات متحده آمریکا                                               | 53.28 m   |
| پرتاب چکش           | یوژف چرماک · مجارستان                                                                | 60.34 m   | کارل اشتورش · آلمان                                                              | 58.86 m   | ایمره نیمت · مجارستان                                                            | 57.74 m   |
| پرتاب نیزه          | سای یانگ · ایالات متحده آمریکا                                                       | 73.78 m   | بیل میلر · ایالات متحده آمریکا                                                   | 72.46 m   | توایوو هایتینن · فنلاند                                                          | 71.89 m   |
| دهگانه              | باب متیاس · ایالات متحده آمریکا                                                      | 7,887 pts | میلت کمپل · ایالات متحده آمریکا                                                  | 6,975 pts | فلوید سیمونز · ایالات متحده آمریکا                                               | 6,788 pts |

### زنان
| رویداد           | طلا                                                                                | طلا     | نقره                                                               | نقره    | برنز                                                                       | برنز    |
| ۱۰۰ متر          | مارجوری جکسون-نلسون · استرالیا                                                     | ۱۱٫۵    | دافنه هسنجگر · آفریقای جنوبی                                       | ۱۱٫۸    | شرلی استریکلند · استرالیا                                                  | ۱۱٫۹    |
| ۲۰۰ متر          | مارجوری جکسون-نلسون · استرالیا                                                     | ۲۳٫۷    | برتا بروور · هلند                                                  | ۲۴٫۲    | نادژدا خنیکینا-دوالیشویلی · اتحاد شوروی                                    | ۲۴٫۲    |
| ۸۰ متر با مانع   | شرلی استریکلند · استرالیا                                                          | ۱۰٫۹    | ماریا گولوبینیا · اتحاد شوروی                                      | ۱۱٫۱    | ماریا زاندر · آلمان                                                        | ۱۱٫۱    |
| ۴×۱۰۰ متر امدادی | ایالات متحده آمریکا (USA) · می فگز · باربارا جونز · جانت مورو · کاترین هاردی لوندر | ۴۵٫۹    | آلمان (GER) · اوسولا کناب · ماریا زاندر · هلگا کلاین · مارگا پترسن | ۴۵٫۹    | بریتانیای کبیر (GBR) · سیلویا چیزمن · جون فولد · ژان پیکرینگ · هتر ارمیتیج | ۴۶٫۲    |
| پرش ارتفاع       | استر براند · آفریقای جنوبی                                                         | 1.67 m  | شیلا لرویل · بریتانیای کبیر                                        | 1.65 m  | الکساندرا چودینا · اتحاد شوروی                                             | 1.63 m  |
| پرش طول          | ایوت ویلیامز · نیوزیلند                                                            | 6.24 m  | الکساندرا چودینا · اتحاد شوروی                                     | 6.14 m  | شرلی کاولی · بریتانیای کبیر                                                | 5.92 m  |
| پرتاب وزنه       | گالینا زیبینا · اتحاد شوروی                                                        | 15.28 m | ماریان ورنر · آلمان                                                | 14.57 m | کلاودیا توچونووا · اتحاد شوروی                                             | 14.50 m |
| پرتاب دیسک       | نینا پونوماریووا · اتحاد شوروی                                                     | 51.42 m | یلزوتا بانرانتسوا · اتحاد شوروی                                    | 47.08 m | نینا دمبازه · اتحاد شوروی                                                  | 46.29 m |
| پرتاب نیزه       | دانا زاتوپکوا · چکسلواکی                                                           | 50.47 m | الکساندرا چودینا · اتحاد شوروی                                     | 50.01 m | یلنا گورچکووا · اتحاد شوروی                                                | 49.76 m |

## جدول مدال‌ها
| رتبه | کشور                      | طلا | نقره | برنز | مجموع |
| ۱    | ایالات متحده آمریکا (USA) | ۱۵  | ۱۰   | ۶    | ۳۱    |
| ۲    | چکسلواکی (TCH)            | ۴   | ۱    | ۰    | ۵     |
| ۳    | استرالیا (AUS)            | ۳   | ۰    | ۱    | ۴     |
| ۴    | اتحاد شوروی (URS)         | ۲   | ۸    | ۷    | ۱۷    |
| ۵    | جامائیکا (JAM)            | ۲   | ۳    | ۰    | ۵     |
| ۶    | ایتالیا (ITA)             | ۱   | ۱    | ۰    | ۲     |
| ۶    | آفریقای جنوبی (RSA)       | ۱   | ۱    | ۰    | ۲     |
| ۸    | مجارستان (HUN)            | ۱   | ۰    | ۴    | ۵     |
| ۹    | سوئد (SWE)                | ۱   | ۰    | ۲    | ۳     |
| ۱۰   | برزیل (BRA)               | ۱   | ۰    | ۱    | ۲     |
| ۱۰   | نیوزیلند (NZL)            | ۱   | ۰    | ۱    | ۲     |
| ۱۲   | لوکزامبورگ (LUX)          | ۱   | ۰    | ۰    | ۱     |
| ۱۳   | آلمان (GER)               | ۰   | ۳    | ۵    | ۸     |
| ۱۴   | فرانسه (FRA)              | ۰   | ۲    | ۰    | ۲     |
| ۱۵   | بریتانیای کبیر (GBR)      | ۰   | ۱    | ۴    | ۵     |
| ۱۶   | آرژانتین (ARG)            | ۰   | ۱    | ۰    | ۱     |
| ۱۶   | هلند (NED)                | ۰   | ۱    | ۰    | ۱     |
| ۱۶   | سوئیس (SUI)               | ۰   | ۱    | ۰    | ۱     |
| ۱۹   | فنلاند (FIN)              | ۰   | ۰    | ۱    | ۱     |
| ۱۹   | ونزوئلا (VEN)             | ۰   | ۰    | ۱    | ۱     |